# Меттерсдорф-ам-Засбах
Меттерсдорф-ам-Засбах (нем. Mettersdorf am Saßbach) — ярмарочная коммуна (нем. Marktgemeinde) в Австрии, в федеральной земле Штирия. 
Входит в состав округа Зюдостштайермарк.  Население составляет 1343 человека (на 31 декабря 2005 года). Занимает площадь 22,72 км². Официальный код  —  61510.

## Политическая ситуация
Бургомистр коммуны — Франц Геп (АНП) по результатам выборов 2005 года.
Совет представителей коммуны (нем. Gemeinderat) состоит из 15 мест.
- АНП занимает 10 мест.
- СДПА занимает 4 места.
- АПС занимает 1 место.